# ブランケンバッハ
ブランケンバッハ (ドイツ語: Blankenbach) は、ドイツ連邦共和国バイエルン州ウンターフランケン行政管区のアシャッフェンブルク郡に属す町村（以下、本項では便宜上「町」と記述する）であり、シェルクリッペン行政共同体の一員である。

## 地理

ブランケンバッハの地区図および土地利用図。ピンクが住宅地および商工業地、淡緑色が緑地および農耕地、緑が森林である。

### 位置
ブランケンバッハは、アシャッフェンブルクおよびアルツェナウから約 17 km の距離にある。クラインカール、クロムバッハ、シェルクリッペン、ゾンマーカール、ヴェステルングルント、ヴィーゼンとともにシェルクリッペン行政共同体を形成している。ブランケンバッハ町内でクロムバッハ川とブランケンバッハ川がカール川に合流する。

### 自治体の構成
この町は 2つの管区 (Gemarkung) からなる。管区は地区 (Ortsteil) と一致している。
| 管区、地区               | 管区、地区              | 人口  | 面積 (ha) |
| ------------------------ | ----------------------- | ----- | --------- |
| グロースブランケンバッハ | Großblankenbach         | 618   | 165       |
| クラインブランケンバッハ | Kleinblankenbach        | 898   | 230       |
| ブランケンバッハ町 合計  | ブランケンバッハ町 合計 | 1,516 | 395       |

管区＝地区は、3つの集落 (Ort) に分けられる。
| 集落                     | 集落             | 高度（海抜 m） | 管区＝地区               |
| ------------------------ | ---------------- | -------------- | ------------------------ |
| エルレンバッハ           | Erlenbach        | 200            | クラインブランケンバッハ |
| グロースブランケンバッハ | Großblankenbach  | 220            | グロースブランケンバッハ |
| クラインブランケンバッハ | Kleinblankenbach | 200            | クラインブランケンバッハ |

### 隣接する町村
ブランケンバッハは、北はクロムバッハ、北東はシェルクリッペン、東はゾンマーカール、南東はザイラウフ、南はヘスバッハ、西はメムブリス（以上、いずれもアシャッフェンブルク郡）と境を接している。

## 地名

### 語源
ブランケンバッハという地名は、クラインブランケンバッハでカール川に合流する同名の小川ブランケンバッハ川に由来する。カールグルント方言では、この町は「ブロアングゲミヒ」(Bloanggemich) と呼ばれる。

## 歴史
グロースブランケンバッハとクラインブランケンバッハは、1862年7月1日に創設されたベツィルクスアムト・アルツェナウに属した。1939年からこのベツィルクスアムトはアルツェナウ・イン・ウンターフランケン郡に改組された。
カール川の右岸と左岸で分かれていたグロースブランケンバッハとクラインブランケンバッハは、1966年1月20日にエルレンバッハ村を併せて統合され、自治体ブランケンバッハが成立した。かつては、グロースブランケンバッハはシェーンボルン伯領に属し、クラインブランケンバッハはマインツ選帝侯領の一部であった。
アルツェナウ・イン・ウンターフランケン郡の廃止に伴い、ブランケンバッハは1972年7月1日に新たに創設されたアシャッフェンブルク郡に編入された。

## 行政

### 議会
ブランケンバッハの町議会は、12議席（首長を除く）からなる。

### 紋章
図柄: 赤地。銀の波帯で上下二分割。上部には 6本スポークの銀の輪。下部には青い冠を被った双尾の金の獅子。獅子は三連の鋸歯図形に載っている。
紋章の歴史: ブランケンバッハは、1966年にそれまでカール川の右岸と左岸にあって独立した町村であったグロースブランケンバッハとクラインブランケンバッハが合併して成立した。紋章では銀の波帯によって、カール川が両地区を分離していることを象徴している。この川は19世紀になるまで、2つの勢力範囲の境界であった。グロースブランケンバッハはシェーンボルン伯領に属しており、シェーンボルン家の紋章から採られた獅子がこれを示している。この伯家はヴュルツブルク大司教区に属す町村を治めており、ヴュルツブルクの紋章から採られた鋸歯図形（フレンキシェ・レーヒェン）がこれを表している。6本スポークの銀の輪（マインツの輪）はクラインブランケンバッハを治めたマインツ選帝侯を表している。この紋章によって、この町をかつて治めた領邦勢力が概観できる。
この紋章は1967年5月から用いられている。

## 文化と見所

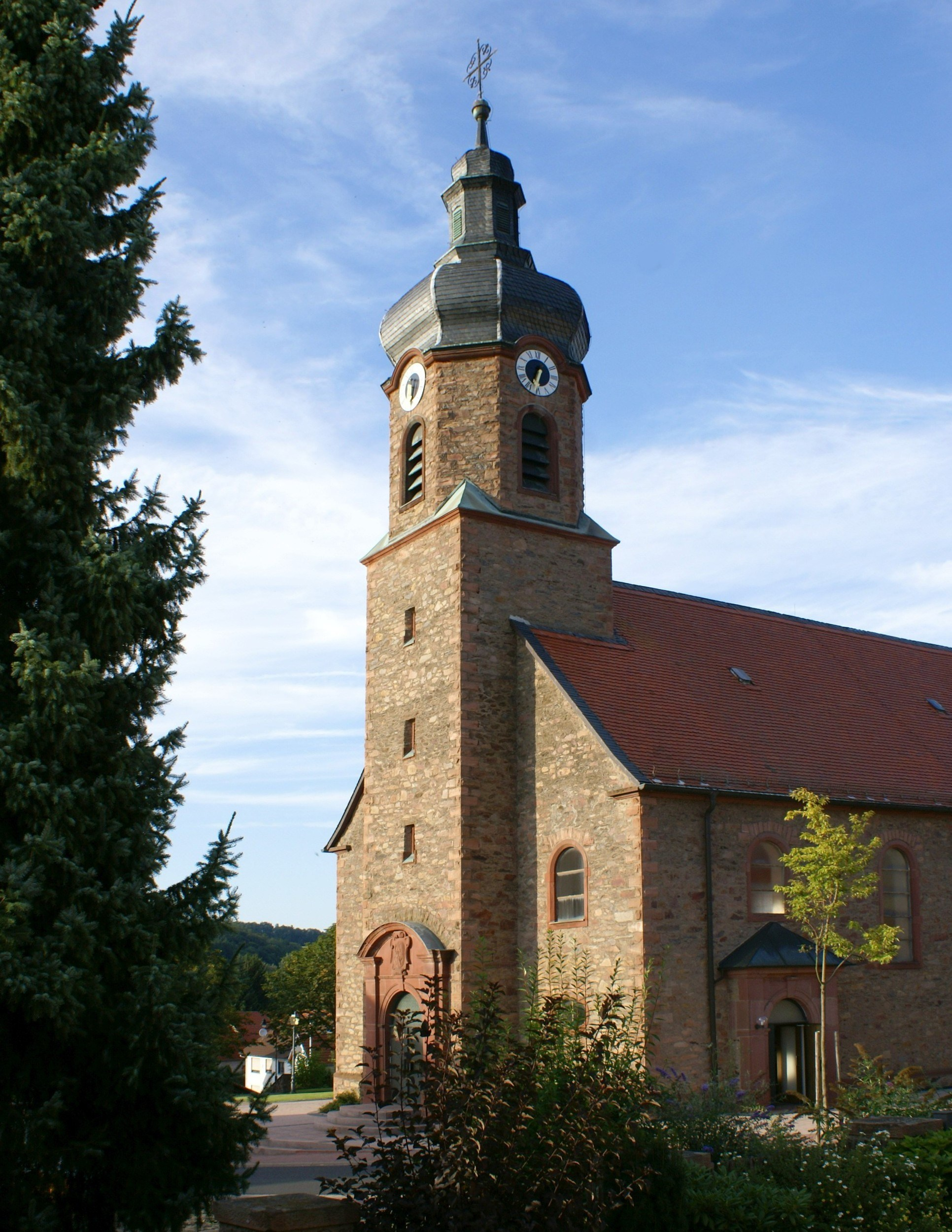
聖キリアンおよび聖ボニファティウス教会

### スポーツクラブとスポーツ施設
TV 1926 ブランケンバッハは、ブランケンバッハの町で最大のスポーツクラブである。バレーボール、サッカー、体操、成人向けフィットネスの部門に 700人以上の会員を擁している。
テニスクラブ・ブランケンバッハは 3面のテニスコートを有している。

### 名物料理・食材
ブランケンバッハのワイナリーとシードルは、カールグルントのみならず全国に知られており、長い伝統を有している。

### ニックネーム
あるクラインブランケンバッハの住民が、森の土地所有に関する偽証罪によって罰せられた。彼は休むことなく今もその土地の周りを歩き回り、「ヘー、ヘー、ホップ」という呼び声で人々を脅かしている。近隣の集落の人々はこの伝承に基づいて、ブランケンバッハ住民を「ヘーメンヒェン」（「ヘー野郎」）という渾名でからかう。

## 経済と社会資本
1900年以後にカールグルント鉄道沿いに設けられた石灰窯は、ゾンマーカールやアイヒェンベルク（ザイラウフ）の石灰岩採石場から索道によって原料を運んでいた。

## 引用
1. ↑  https://www.statistikdaten.bayern.de/genesis/online?operation=result&code=12411-003r&leerzeilen=false&language=de Genesis-Online-Datenbank des Bayerischen Landesamtes für Statistik Tabelle 12411-003r Fortschreibung des Bevölkerungsstandes: Gemeinden, Stichtag (Einwohnerzahlen auf Grundlage des Zensus 2011)
2. ↑  2015年7月23日現在VG Schallkrippen - Gemeinde Blankenbach - Zahlen & Fakten - Einwohner（2015年11月7日 閲覧）
3. ↑  Bayerische Landesbibliothek Online - Blankenbach（2015年11月7日 閲覧）
4. ↑  Wolf-Armin Frhr. v. Reitzenstein: Lexikon fränkischer Ortsnamen. Herkunft und Bedeutung. C.H.Beck, München 2009, ISBN 978-3-406-59131-0, S. 40.
5. ↑  Wilhelm Volkert (Hrsg.): Handbuch der bayerischen Ämter, Gemeinden und Gerichte 1799–1980. C.H.Beck’sche Verlagsbuchhandlung, München 1983, ISBN 3-406-09669-7. Seite 418
6. ↑  バイエルン州統計局: 2014年3月16日のアシャッフェン郡に属す市町村の市町村議会議員選挙結果（2015年11月7日 閲覧）
7. ↑  Bayerns Gemeinden - Gemeinde Blankenbach（2015年11月7日 閲覧）
8. ↑  Primasonntag 11. November 2012